# Asmalı (Gölhisar)
Asmalı ist eine Ortschaft (Köy) im Landkreis Gölhisar der türkischen Provinz Burdur. Im Jahr 2011 hatte der Ort Asmalı 423 Einwohner.